# Bistum Nancheng
Das Bistum Nancheng (lat.: Dioecesis Nancemensis) ist ein römisch-katholisches Bistum mit Sitz in Nancheng in der Volksrepublik China.

## Geschichte
Papst Pius XI. gründete mit dem Breve Ecclesiae universae die Apostolische Präfektur Nancheng am 29. November 1932 aus Gebietsabtretungen des Apostolischen Vikariats Yujiang. Am 13. Februar 1940 wurde sie in den Rang eines Apostolischen Vikariats erhoben.
Mit der Apostolischen Konstitution Quotidie Nos wurde es am 11. April 1946 zum Bistum erhoben.

## Ordinarius

### Apostolischer Präfekt von Kienchangfu
- Patrick Cleary SSCME (21. Juli 1933 – 13. Dezember 1938)

### Apostolischer Vikar von Nancheng
- Patrick Cleary SSCME (13. Dezember 1938 – 11. April 1946)

### Bischof von Nancheng
- Patrick Cleary SSCME (11. April 1946 – 23. Oktober 1970)
- Sedisvakanz (1970 – 2010)
- John Baptist Li Sugong (seit 2010)